# شهرستان هاجیدیموفو
شهرستان هاجیدیموفو (به بلغاری: Hadzhidimovo Municipality) یک شهرستان در بلغارستان است که در استان بلاگووگراد واقع شده‌است. شهرستان هاجیدیموفو ۳۲۷٫۷۸ کیلومتر مربع مساحت و ۱۰٬۰۹۱ نفر جمعیت دارد.